# Restricción vehicular de São Paulo

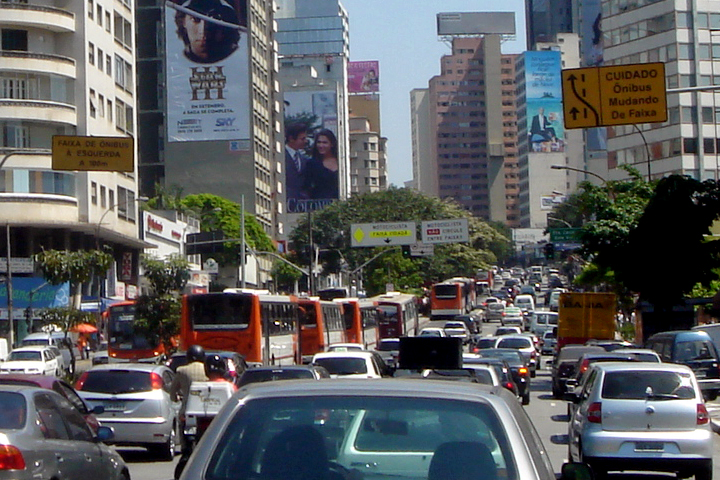
La congestión de tránsito persiste a pesar de que la ciudad de São Paulo implantó desde 1997 la restricción de acceso por placas. Rua da Consolação, centro de la ciudad de São Paulo, Brasil.

El rodízio municipal de vehículos de la ciudad de São Paulo o también llamado Operação Horário de Pico por la Companhia de Engenharia de Tráfego (CET) es una restricción a la circulación de vehículos automotores en la ciudad São Paulo, Brasil. Fue implantado en 1997 y funciona desde entonces con el propósito de reducir el congestionamiento en las principales arterias viales de la ciudad durante los horarios de mayor movimiento. El rodízio es regulado por la ley municipal 12.490 del 3 de octubre de 1997.
Debido al agravamiento de la congestión vial que sufre São Paulo, originada en el incremento acelerado de la flota vehicular que tuvo lugar a partir de 2003, como consecuencia de la bonanza económica que atraviesa Brasil, el gobierno municipal decidió ampliar las restricciones de circulación para los vehículos pesados y de reparto comercial, a partir del 30 de junio de 2008.

## Funcionamiento

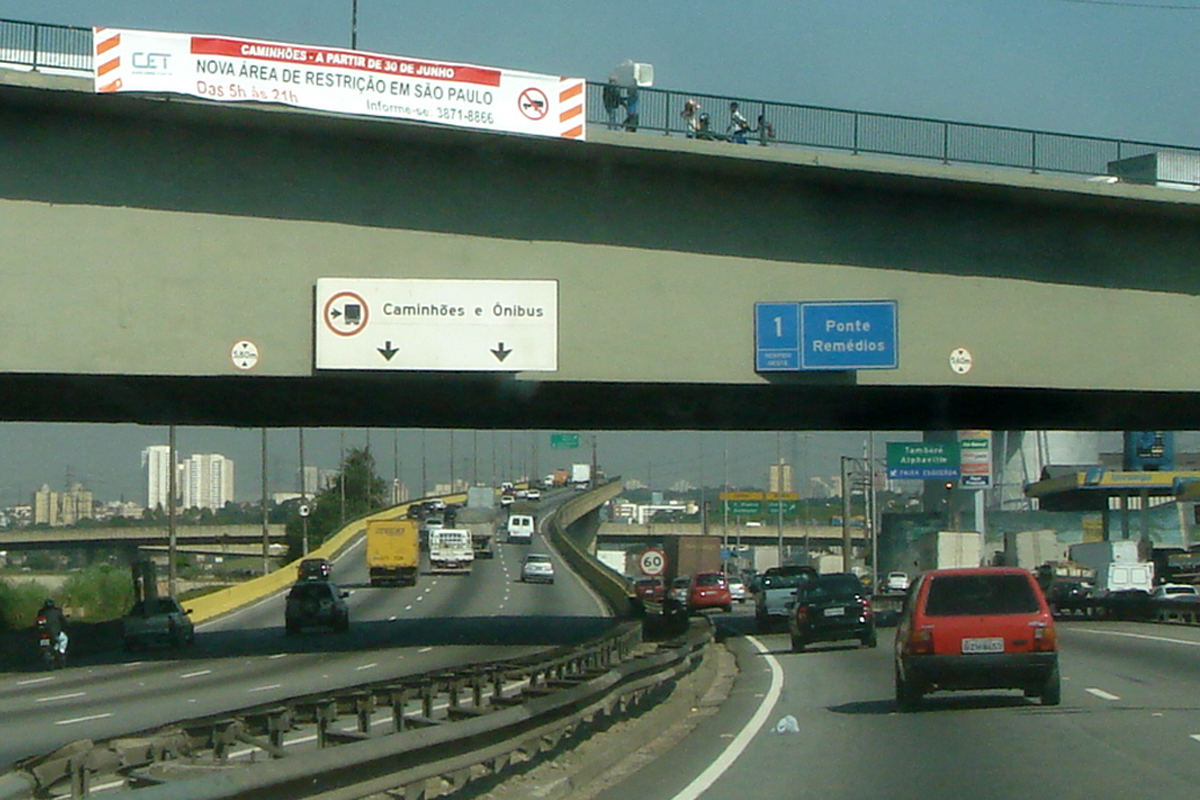
Rótulo temporal avisando a los conductores de la entrada en vigencia de la restricción para vehículos pesados en junio de 2008. Inicio de la Marginal do Rio Pinheiros, São Paulo.

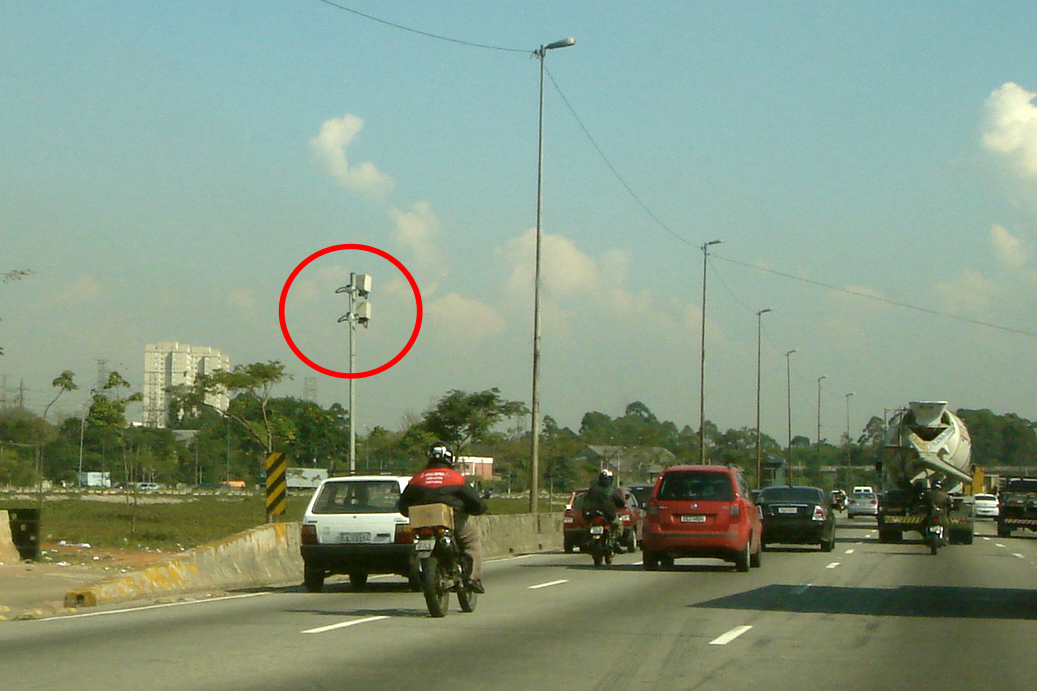
La fiscalización del rodízio es realizada con equipos de vigilancia automática. Marginal do Rio Tietê, São Paulo.

La restricción de circulación alcanza a vehículos particulares y de empresas de cualquier ciudad excepto aquellos que realizan funciones esenciales, transporte urbano y escolar, atención médica, transporte de productos perecederos o cuyos dueños sean discapacitados. El sistema se aplica de acuerdo a una tabla y en dos franjas de horario del día: de 7 a 10 y de 17 a 20.
Actualmente el rodízio no se aplica en toda la ciudad, sino que se limita a una región denominada centro expandido que es delimitada por las siguientes arterias:
- Marginal do Rio Tietê
- Marginal do Rio Pinheiros
- Avenida dos Bandeirantes
- Avenida Afonso D' Escragnole Taunay
- Complexo Viário Maria Maluf
- Avenida Presidente Tancredo Neves
- Avenida das Juntas Provisórias
- Viaduto Grande São Paulo
- Avenida Professor Luís Inácio de Anhaia Melo
- Avenida Salim Farah Maluf

En estas arterias delimitadoras está permitido el tránsito de camiones que estén dentro de la restricción, pero no de automóviles. De 1996 a 1998 el rodízio era más abarcador, englobando toda la Región Metropolitana de São Paulo.
Hay una tabla que determina en qué días de la semana qué vehículos no pueden circular. Esta tabla es regida por el último dígito de la matrícula del vehículo, siendo:
| Día de la semana | Dígitos prohibidos |
| ---------------- | ------------------ |
| Lunes            | 1 y 2              |
| Martes           | 3 y 4              |
| Miércoles        | 5 y 6              |
| Jueves           | 7 y 8              |
| Viernes          | 9 y 0              |

La tabla no incluye los fines de semana ya que durante estos días la restricción no es aplicada. La restricción tampoco se aplica durante los feriados, en el período de vacaciones escolares o en los días en que la CET considera necesaria la suspensión debido a calamidades, huelga en el transporte público o reducción en el número de vehículos en circulación.
Los conductores que son encontrados violando la restricción de circulación son multados y se les computan cuatro puntos en la Carteira Nacional de Habilitação.

## Excepción para los coches limpios

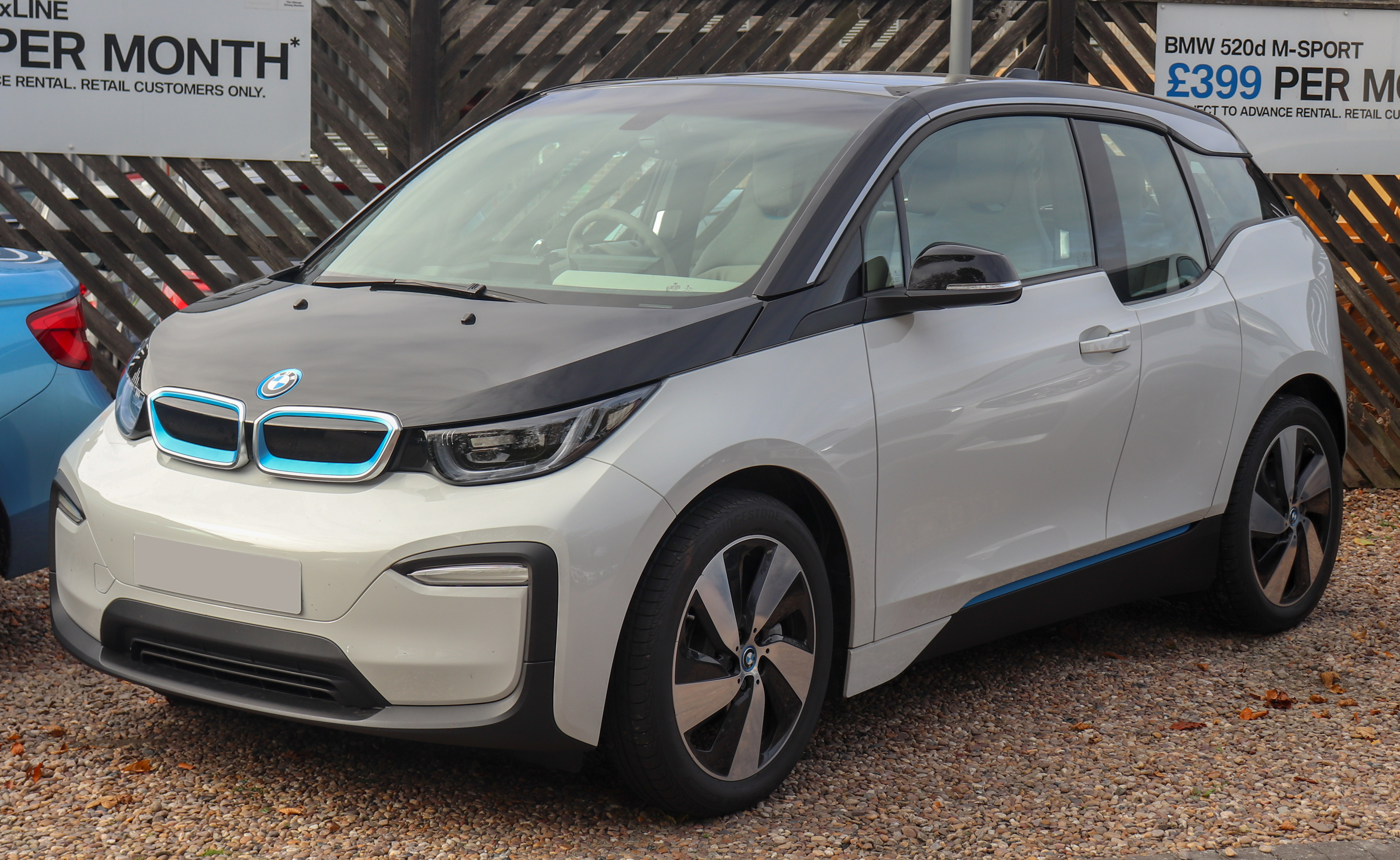
El BMW i3, el primer automóvil eléctrico vendido en Brasil al público en general, está exento de la restricción vehicular de São Paulo.

En mayo de 2014 la Municipalidad de São Paulo aprobó la Ley 15.997/14 que prevé que los vehículos eléctricos, híbridos eléctricos y los movidos a pila de hidrógeno que sean regitrados en la ciudad estarán libres de la restricción vehicular de São Paulo. La alcaldía emitió el decreto que puso los beneficios en vigencia en septiembre de 2015. Inicialmente, la medida beneficia solamente 387 carros de pasajeros, entre híbridos y eléctricos, registrados en el municipio.
Además, la ley autorizó un incentivo fiscal para el uso de vehículos limpios con propulsión alternativa, los cuales recibirán un reembolso del 50% del pago del impuesto anual de propiedad de vehículos automotores (IPVA). La devolución del IPVA tiene un límite de R$10.000 (~ US$4.350) dentro de un plazo de 5 años, pero el automotor no puede costar más de R$150.000 (~ USD65.200) para ser elegible para el beneficio.
En septiembre de 2014 el BMW i3 se convirtió en el primer automóvil eléctrico vendido en Brasil al público en general, y es el primer vehículo 100% eléctrico elegible para la exención de la restricción vehicular. Otros automóviles disponibles en el mercado brasileño, como los híbridos Toyota Prius y Ford Fusion Hybrid, también son beneficiados con exención de la restricción vehicular de São Paulo.

## Controversia
La eficacia del rodízio es muy discutida y sus beneficios reales son cuestionados. Muchos alegan que el rodízio  mejora la calidad del aire a través de la reducción de la contaminación producida por los vehículos. Sin embargo esto es rebatido con el aumento del número de vehículos en circulación en la ciudad, agravando el problema de la contaminación del aire.
Otra crítica concierne las consecuencias sobre los hábitos de los ciudadanos. Los defensores alegan que es un estímulo para compartir el automóvil, lo que llevaría a una mejor ocupación de los vehículos, además de estimular el uso del transporte público. Los críticos afirman que el problema del tránsito sólo sería solucionado si la restricción estuviera acompañada con una mejora sustancial del transporte público y el estímulo al uso de medios de transporte no contaminantes como fue realizado en otras grandes ciudades del mundo.